# Jacques-Charles Brunet
Jacques-Charles Brunet (francès: Jacques Charles Brunet)  (París, 2 de novembre de 1780 - París, 14 de novembre de 1867) va ser un bibliògraf francès.

## Biografia
Va néixer a París, fill d'un llibreter. Va iniciar la seva carrera bibliogràfica amb l'elaboració de diversos catàlegs de subhastes, entre els quals destaquen el del Comte d'Ourches (París, 1811) i un sumplement de 1802 al Dictionnaire bibliographique de livres rares de Duclos i Cailleau de 1790. El 1810 va aparèixer la primera edició del seu diccionari bibliogràfic, Manuel du libraire et de l'amateur des livres (3 vols.). Brunet va publicar successives edicions del diccionari, que ràpidament va arribar a ser reconegut com el primer llibre de la seva clase en la literatura Europea. L'últim dels 6 volums de la 5a edició (1860-1865) del Manuel du libraire contenia un catàleg classificat (francés: Table Méthodique) en el qual les obres d'organitzen en classes segons les seves 

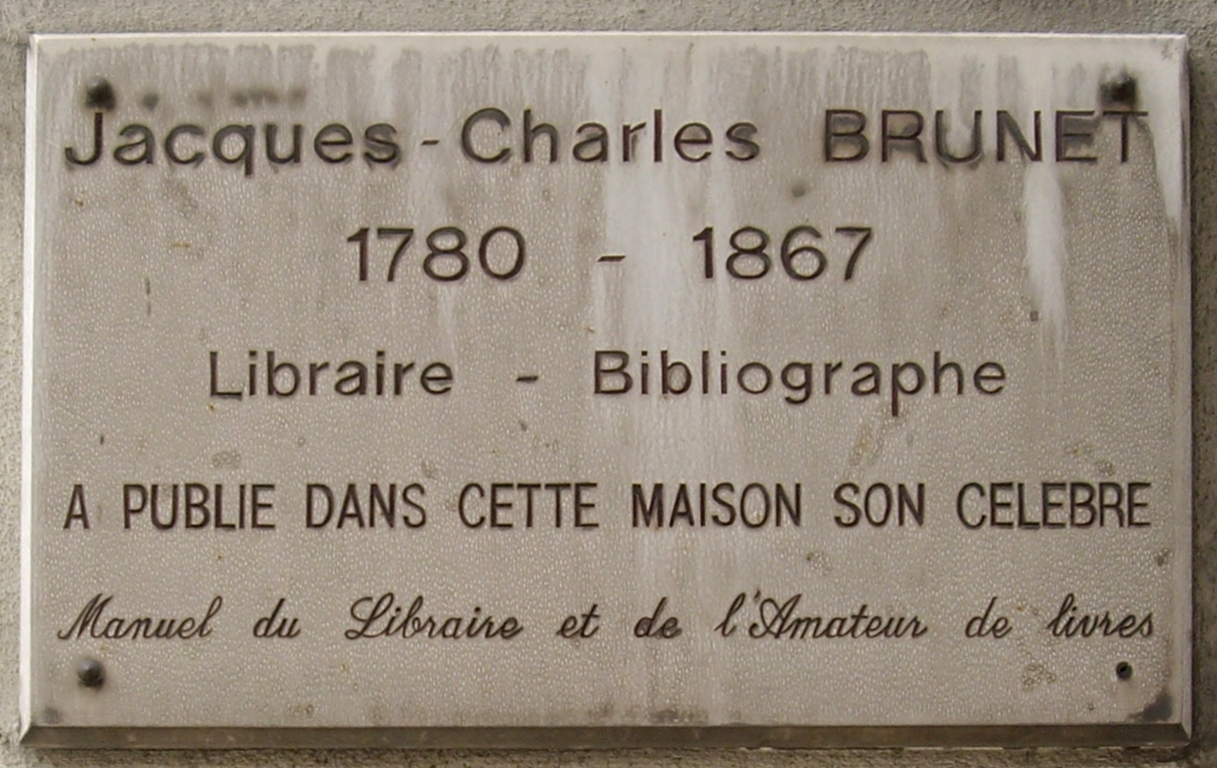
Una placa a la Rue Gît-le-Cœur al 6é districte de París (al costat de la plaça St. Michel) marca el lloc on Brunet va compondre la seva famosa obra.

matèries. Un suplement d'aquesta edició va ser publicat (1878-1880) per P. Deschamps i G. Brunet.
Entre les altres obres de Brunet hi ha Nouvelles Recherches bibliographiques (1834), Recherches sur les éditions originales des cinq livres du roman satirique de Rabelais (1852) i una edició dels poemes francesos de J.G. Alione d'Asti, datada de principis del segle XVI (1836). Brunet ha estat eliogat com un digne successor de Guillaume-François Debure. El 1848 va rebre la condecoració de la Legió d'Honor.
Vegeu també l'avís d'Antoine Le Roux de Lincy prefixat al catàleg (1868) de la seva valuosa biblioteca.

## Classificació de les obres de Brunet
En el Manuel du libraire Brunet va emprar una classificació tòpica de la seva pròpia idea, utilitzada al volum 6 de la seva bibliografia. Va atribuir a Aldus Manutis la primera organització bibliogràfica d'aquest tipus en els seus "Libri Greci Impressi" on les obres estaven dividides en "Grammatica, Poetica, Logica, Philosophia, Sacra Scriptura" (Gramàtica, Poesia, Lògica, Filosofia, Sagrada Escriptura). Brunet també va fer referència a la disposició classificada de la Conrad Gessner's Bibliotheca universalis. La classificació de Brunet es va citar com la inspiració d'algunes classificacions de biblioteques del segle xix.
La classificació, coneguda com el "Sistema Francès", tenia cinc classes principals:
I. Teologia
II. Jurisprudència
III. Ciències i Arts
IV. Literatura educada
V. Història
Cadascun d'ells tenia subtítols. Per exemple, la Teologia tenia, entre d'altres, les Sagrades Escriptures, la Litúrgia, els Teòlegs i les opinions Singulars.

## Obres
- Manuel du libraire et de l'amateur de livres, contenant 1° : un nouveau dictionnaire bibliographique... 2° : une table en forme de catalogue raisonné..., Paris : Brunet, 1810, 3 vol. in-8°.[7]
- Nouvelles Recherches bibliographiques pour servir de supplément au Manuel du libraire et de l'amateur de livres, Paris : Silvestre, 1834, 3 vol. in-8°.[8]
  - v.2, v.3
- Poésies françoises de J. G. Alione (d'Asti) (it)3, composées de 1494 à 1520, publiées pour la première fois en France, avec une notice biographique et bibliographique, par J.-C. Brunet, Paris : Silvestre, 1836, In-8°4[9]
- Recherches bibliographiques et critiques sur les éditions originales des cinq livres du roman satirique de Rabelais et sur les différences de texte qui se font remarquer particulièrement dans le premier livre du "Pantagruel" et dans le "Gargantua", Paris : L. Potier, 1852, In-8°, 144 et 58 p.[10]
- Manuel du libraire et de l'amateur de livres 4th ed. Paris : Silvestre, 1842-44.
- Manuel du libraire et de l'amateur de livres (en francès). 5th.  París: Firmin Didot frères, 1860–1865.. 6 vol. ; in-8[11] et son supplément[12] Vol. I Vol. II Vol. III Vol. IV Vol. V Vol. VI